# ティルムルガン・ヴェーラン
ティルムルガン・ヴェーラン（Thirumurugan Veeran、திருமுருகன் வீரன்、1983年1月9日 - ）は、マレーシアの元サッカー選手。元マレーシア代表。現役時代のポジションはDF。

## クラブ歴
ペラFAとケダFAを行き来し、2006年にケダFAに加入してから6年間在籍し続けた。その後ペラFAに移籍した。
2014シーズンにはPDRM FAに加入し2015シーズンまで在籍した。2016シーズンにプルリスFAに移籍した。

## 代表歴
U-23代表としては2003年東南アジア競技大会で初出場した。この大会でマレーシアは銅メダルを獲得した。
A代表での初出場は2006年2月19日のニュージーランド代表戦であった。